# Трутовик ложный
Трутови́к ло́жный (лат. Phéllinus igniárius) — распространённый гриб-трутовик, паразитирующий на деревьях.

## Описание
Плодовые тела многолетние (могут расти в течение десятков лет), сидячие, в молодости округлые, затем приобретают характерный копытообразный внешний вид. Иногда бывают подушковидные или плоские, распростёртой формы. Плодовое тело очень прочно крепится к стволу поражённого дерева, этим трутовик ложный отличается от трутовика настоящего. Ножка гриба отсутствует. У плодовых тел достаточно часто встречается растрескивание, характерным является наличие радиальных трещин. Ткань плодового тела очень твёрдая, деревянистая, рыжевато-бурая, цвета ржавчины или каштаново-бурая.
Шляпка средних размеров, достигает 20—26 см ширины у старых грибов. Кожица матовая, неровная, с концентрическими валиками. Цвет шляпки варьирует от тёмно-серого до почти чёрного или буровато-чёрного у старых грибов. Внешний (растущий) валик иногда имеет более заметный буроватый оттенок.
Гименофор трубчатый, внутри одного цвета с тканью. Каждый год вырастает новый слой гименофора, а старые слои со временем зарастают белыми гифами. Снаружи поверхность гименофора от ржаво-коричневого до насыщенного каштанового цвета.
Споровый порошок светлый, беловатый, иногда желтоватого оттенка.
Споры округлой формы, беловатые или слегка желтоватые.
Обычно поражает берёзу и ольху.

## Экология и распространение
Ложный трутовик — опасный паразит (биотроф), вызывает быстро распространяющуюся светлую желтовато-белую гниль, пронизанную чёрными линиями. Распространён достаточно широко в России и Европе. Встречается на живых и погибших деревьях, пнях, и сухостое. Поражение носит очаговый характер. Заражение живых деревьев происходит через трещины и повреждения коры, поломанные ветви. В начальной стадии гниения древесина становится буроватой. Затем образуются грязно-белые или светло-жёлтые участки, которые постепенно сливаются. В поздних стадиях поражения участки гнили белые, желтоватые с чёрными линиями. Скопления мицелия в древесной ткани имеют рыжеватый оттенок. В зараженных деревьях часто образуются дупла.

## Хозяйственное значение
Ложный трутовик наносит ощутимый вред лесному и парковому хозяйству. В некоторых случаях способен уничтожить до 80—100 % деловой древесины на лесозаготовительных участках.
Гриб несъедобен и не используется в хозяйственных целях.